# 49 (numero)
Quarantanove (cf. latino undequinquaginta, greco ἐννέα καὶ τεσσαράκοντα) è il numero naturale dopo il 48 e prima del 50.

## Proprietà matematiche
- È un numero dispari.
- È un numero composto, con i seguenti tre divisori: 1, 7, 49. Poiché la somma dei divisori (escluso il numero stesso) è 8 < 49 è un numero difettivo.
- È un quadrato perfetto essendo 49 = 72.
- È un numero potente.
- È un numero di Friedman in numeri romani in due modi differenti: XLIX = L - IXX = LI - (X/X).
- È la somma di tre numeri primi consecutivi, 49 = 13 + 17 + 19.
- È parte delle terne pitagoriche (49, 168, 175) e (49, 1200, 1201).
- È un numero palindromo nel sistema di numerazione posizionale a base 6 (121).
- È un numero fortunato.
- È un numero felice.
- È un termine della successione di Padovan.

## Astronautica
- Cosmos 49 è un satellite artificiale russo.

## Astronomia
- 49P/Arend-Rigaux è una cometa periodica del sistema solare.
- 49 Pales è un asteroide della fascia principale del sistema solare.
- NGC 49 è una galassia lenticolare della costellazione di Andromeda.

## Chimica
- È il numero atomico dell'Indio (In).

## Convenzioni

### Linguaggio
- Anche se lo si può vedere spesso scritto in quel modo, IL non è un numero romano corretto; 49 deve essere scritto XLIX.

### Telefonia
- È il prefisso telefonico internazionale tedesco, da premettere per le chiamate internazionali dirette per la Germania.

## Simbologia

### Smorfia
- Nella smorfia il numero 49 è la carne.